# Bertrand d'Ornézan
Bertrand d'Ornézan (mort le 19 mars 1540), baron de Saint-Blancard, est un marin français au service du roi François Ier. Il est général des galères.

## Biographie

### Origines
Bertrand d'Ornézan tient son nom du village d'Ornézan, dans le Gers. Issu de l'ancienne famille des seigneurs d'Orbessan, celle-ci reçoit du comté de Comminges tous les droits sur la seigneurie de Saint-Blancard le 8 juin 1276. Vers 1390, la famille change de nom  pour prendre celui d'Ornézan. Orbessan et Ornézan sont tous deux situés dans la vallée du Gers, en Astarac, à quelques kilomètres l'un de l'autre au sud d'Auch. Saint-Blancard est un peu plus au sud-est, dans la vallée de la Gimone.
La date de naissance exacte de Bertrand d'Ornézan n'est pas connue mais on l'estime vers 1480. On sait néanmoins que ses parents, Jean d'Ornézan et Agnette d'Astarac, se marient par contrat à La Barthe, en Astarac, le 3 mai 1479. Son père, Jean d'Ornézan, est seigneur et baron de Saint-Blancard. Il est encore vivant en 1511. Sa mère, Agnette d'Astarac, est dame de La Barthe et fille de Bertrand d'Astarac et de Jeanne de Montesquieu. Bertrand est sans doute né au château de Saint-Blancard. Une procuration de 1519 témoigne qu'il porte déjà à l'époque le titre de baron de Saint-Blancard.

### Carrière militaire

Blason de Bertrand d'Ornézan, premier marquis des îles d'Or.

En 1524, il défait devant Toulon, la flotte de Charles-Quint commandée par Hugues de Moncade.
Pendant près de vingt ans, il fut partenaire commercial de la puissante banquière du roi et armatrice de Marseille Madeleine Lartessuti qui finança ses navires, et fut, selon la rumeur, son amante .
En 1531, il essaie d'établir un poste de traite français à Pernambouc au Brésil.
En 1533, Bertrand d'Ornézan rejoint l'ambassade ottomane en France (1533) où il rencontre François Ier.
En 1537, Ornézan commence une participation de deux ans dans les opérations avec l'Empire ottoman selon les termes de l'alliance franco-ottomane entre François Ier et Soliman le Magnifique. Il quitte Marseille le 15 août, menant une flotte de seize navires dont treize galères à Corfou pour rejoindre la flotte de Barberousse au siège de cette ville où il arrive au début de septembre 1537 ; il échoue cependant à convaincre les Ottomans de participer à une expédition de grande envergure proposée contre l'Italie. Finalement Soliman, inquiété par les ravages de la peste parmi ses troupes, décide de retourner avec sa flotte à Istanbul à la mi-septembre, sans avoir pris Corfou.
La flotte de Saint-Blancard arrive à Chios le 20 décembre 1537 après une navigation difficile. Il est ensuite décidé qu'il irait avec trois navires à Constantinople afin d'obtenir du ravitaillement. Partis de Chios le 17 février, les trois navires sont reçus par l'ambassadeur français Charles de Marillac ; ayant reçu du matériel fourni par les autorités ottomanes, ils quittent Constantinople le 11 avril 1538 ; entre-temps le reste de la flotte avait quitté Chios à la mi-mars pour rentrer en France, ayant reçu un ordre du roi. Les trois navires rejoignent alors Marseille via Monastir.
Jean de la Vega, un membre de son personnel, a écrit le récit de ses voyages.
Revenu malade d'Orient, il meurt le 19 mars 1540.

## Titres
- Seigneur d'Astarac
- Baron de Saint-Blancard
- Marquis des Îles-d'Or [5] et donc, de fait, propriétaire du fameux Fort de Brégançon, résidence d'été des présidents de la République française depuis 1968[6].
- Conseiller et maître-d'hôtel ordinaire du Roi
- Amiral des mers du Levant
- Châtelain, juge, capitaine, viguier et conservateur de la tour et du port d'Aigues-Mortes, des mortes-payes et garnisons du dit lieu[7].

### Articles Connexes
- Alliance franco-ottomane
- Siège de Corfou (1537)
- Madeleine Lartessuti
- Jean de la Vega
- Soliman le Magnifique
- Khayr ad-Din Barberousse